# …grey heaven fall
…grey heaven fall — дебютный полноформатный студийный альбом российской блэк-дэт-метал-группы Grey Heaven Fall, вышедший в сентябре 2011 года на лейбле Grailight Productions. В настоящее время не переизданный и находящийся в статусе «неподписанных».

## Стиль
Группа выпустила стилистически разноплановый альбом. От детовой «Возрождённый…», блековой «Изгой лживых образов икон», до околодумовой «Серые небеса осени». Релиз включает в себя 9 русскоязычных композиций, последняя из которых — инструментальная.

## Список композиций
1. «Возрождённый…» — 5:40
2. «Последняя песнь твоей мечты» — 5:10
3. «Изгой лживых образов икон» — 6:06
4. «Серые небеса осени» — 5:52
5. «Стихи падших судеб» — 5:58
6. «Бесконечный зов смерти» — 4:40
7. «Скорбящие души в замке тирана» — 5:18
8. «Проклятие памяти» — 5:22
9. «Бессмертное пламя» — 4:25